# Béchy
Béchy település Franciaországban, Moselle megyében. Lakosainak száma 614 fő (2022. január 1.). Béchy Flocourt, Luppy, Rémilly és Tragny községekkel határos.

## Népesség
A település népességének változása:
| Lakosok száma | 275  | 415  | 474  | 519  | 585  | 632  | 630  | 608  | 604  | 614  |
|               | 1968 | 1982 | 1990 | 2006 | 2013 | 2015 | 2017 | 2019 | 2020 | 2022 |